# Red Before Black
Red Before Black är det amerikanska death metal-bandet Cannibal Corpses fjortonde studioalbum. Det släpptes den 3 november 2017 av Metal Blade Records.

## Låtlista
| Nr  | Titel                     | Längd |
| --- | ------------------------- | ----- |
| 1.  | Only One Will Die         |       |
| 2.  | Red Before Black          |       |
| 3.  | Code of the Slashers      |       |
| 4.  | Shedding My Human Skin    |       |
| 5.  | Remaimed                  |       |
| 6.  | Firestorm Vengeance       |       |
| 7.  | Heads Shoveled Off        |       |
| 8.  | Corpus Delicti            |       |
| 9.  | Scavenger Consuming Death |       |
| 10. | In the Midst of Ruin      |       |
| 11. | Destroyed Without a Trace |       |
| 12. | Hideous Ichor             |       |

## Medverkande
Musiker
- Alex Webster – basgitarr
- Paul Mazurkiewicz – trummor
- Rob Barrett – gitarr
- George "Corpsegrinder" Fisher – sång
- Pat O'Brien – gitarr

Produktion
- Erik Rutan – producent
- Vincent Locke – omslagskonst